# Beverly (Kansas)
Pour les articles homonymes, voir Beverly.
Beverly est une municipalité américaine située dans le comté de Lincoln au Kansas.
Lors du recensement de 2010, sa population est de 162 habitants. La municipalité s'étend alors sur une superficie de 0,20 mille carré (0,52 km2).
La localité est fondée en 1886 sur le tracé de l'Union Pacific,. Son bureau de poste est alors traversé depuis le village de Colorado (ouvert en 1871). Beverly devient une municipalité en 1904. Son nom provient de la ville de Beverly (Massachusetts) ou de Beverly (Virginie-Occidentale).